# Prajadhipok (máy bay)
Prajadhipok (tiếng Thái: ประชาธิปก) là một mẫu máy bay tiêm kích, đây là mẫu máy bay thứ hai do Xiêm La (Thái Lan) tự thiết kế chế tạo.